# Gilsbekkingar
Gilsbekkingar fue un clan familiar de Gilsbakki, Mýrasýsla en Islandia cuyo origen se remonta a la colonización de la isla y a la figura de Hrosskell Þorsteinsson que tuvo su mayor esplendor durante el siglo X y principios del XI. Según la saga de Bandamanna el patriarca familiar fue Hermundur Illugason, un caudillo vikingo que sufrió una muerte poco convencional. Hermundr era descendiente de Bragi Boddason.
Con el advenimiento del cristianismo en Islandia, sus vecinos del clan Reykhyltingar supieron sacar provecho de ello, incrementando su influencia gracias a la iglesia y aportando sacerdotes, de los que Gilsbekingar carecía. Hacia 1100 prácticamente ambos clanes se encontraban en iguales condiciones de poder, aunque no hay vestigios de hostilidades entre ellos como era habitual en la época.
Según la saga de Kristni, a la muerte del obispo Gissur Ísleifsson los Gilsbekkingar encabezados por Styrmir Hreinsson (n. 1058), todavía era uno de los clanes más poderosos de la isla en aquel momento.
El escaldo Gísl Illugason (m. 1130) también pertenecía al clan de Gilsbekingar.

## Saga de Laxdœla
La saga de Laxdœla cita con detalle el origen del clan. Aud la Sabia hizo reparto de sus posesiones entre todos los hombres libres y esclavos que la acompañaron durante la diáspora hasta llegar a Islandia. Uno de esos hombres fue Hord, hombre de noble cuna, a quien cedió Hordadale hasta los límites del río Skramuhlaup. Se le consideraba un hombre afortunado por su descendencia; su hijo Asbjorn el Rico también recibió tierras, se asentó en Asbjornstoður y casó con Thorbjorg, hija de Skeggi de Midfjord. De esa unión nació Ingibjorg que a su vez casó con Illugi Hallkelsson, apodado el Negro, y de esa relación nacieron Gunnlaugr Ormstunga y Hermundur.

## Saga Eyrbyggja
La saga Eyrbyggja, cita el matrimonio de una hija de Snorri Goði, Þórdís (n. 1006), que casaría con Bolli Bollason, y de esa relación desciende la estirpe de los Gilsbekki. La hija de ambos Herdís Bolladóttir (n. 1037), se casaría con Ormur Hermundsson (n. 1033), hijo de Hermundur Illugason.